# Hans Jörg Hennecke
Hans Jörg Hennecke (* 14. Mai 1971 in Zülpich) ist ein deutscher Politikwissenschaftler und Wirtschaftsfunktionär.

## Leben
Hans Jörg Hennecke studierte nach dem Grundwehrdienst Politikwissenschaft und Geschichte an der Universität Bonn, unter anderem bei Hans-Peter Schwarz. Seine Dissertation schrieb er über den liberalen Ökonomen Friedrich August von Hayek. Von 1999 bis 2005 war er wissenschaftlicher Assistent am Lehrstuhl für Vergleichende Regierungslehre der Universität Rostock, nach seiner Habilitation (2003) bis 2010 Privatdozent. Seit 2010 lehrt er als außerplanmäßiger Professor an der Wirtschafts- und Sozialwissenschaftlichen Fakultät der Universität Rostock. Seine Schwerpunkte liegen in der politischen Ideengeschichte.
Seit 2010 arbeitet er bei der Handwerkskammer Düsseldorf und leitet dort die Abteilung Wirtschaftspolitik, Statistik, Wirtschafts- und Konjunkturbeobachtung und hat sich in dieser Zeit auch als Experte in ökonomischen Grundsatzfragen profiliert. Zwischen 2015 und Frühjahr 2017 war er zum Landtag Nordrhein-Westfalen abgeordnet, wo er die fachlich-administrative Koordinierung der Enquete-Kommission zur Zukunft des Handwerks unterstützte. Seit 2012 ist er Geschäftsführer des Nordrhein-Westfälischen Handwerkstags, der in HANDWERK.NRW umbenannt wurde.

## Auszeichnungen
- ORDO-Preis 2012[3]

## Publikationen
- Friedrich August von Hayek. Die Tradition der Freiheit, Verlag Wirtschaft und Finanzen, Düsseldorf 2000, ISBN 978-3-87881-145-9 (zugleich: Dissertation).
- mit Nikolaus Werz (Hrsg.): Parteien und Politik in Mecklenburg-Vorpommern. Olzog, München 2000, ISBN 978-3-7892-8047-4.
- Die dritte Republik. Aufbruch und Ernüchterung, Propyläen Verlag, München 2003, ISBN 978-3-549-07194-6 (zugleich: Habilitationsschrift).
- Wilhelm Röpke. Ein Leben in der Brandung, Schaeffer-Pöschel, Stuttgart 2005, ISBN 978-3-7910-2451-6.
- Friedrich August von Hayek zur Einführung, Junius Verlag, Hamburg 2013, ISBN 978-3-88506-655-2.
- mit Michael Großheim (Hrsg.): Staat und Ordnung im konservativen Denken, Nomos, Baden-Baden 2013, ISBN 978-3-8329-7881-5.
- mit Dominik Geppert (Hrsg.): Interessen, Werte, Verantwortung. Deutsche Außenpolitik zwischen Nationalstaat, Europa und dem Westen. Zur Erinnerung an Hans-Peter Schwarz, Schöningh, Paderborn 2019, ISBN 978-3-506-70164-0.